# Chauranne
Die Chauranne ist ein kleiner Fluss in Frankreich, der im Département Hautes-Alpes in der Region Provence-Alpes-Côte d’Azur verläuft. Sie entspringt im Umland der Passhöhe Col de Cabre, im Gemeindegebiet von La Beaume, entwässert in einem Bogen von Nordost nach Südost und mündet nach rund 18 Kilometern im Gemeindegebiet von Aspremont als rechter Nebenfluss in den Buëch.
Der Fluss wird im Mittellauf von der Bahnstrecke Livron–Aspres-sur-Buëch begleitet.

## Orte am Fluss
- La Beaume
- Saint-Pierre-d’Argençon
- Aspremont

## Sehenswürdigkeiten

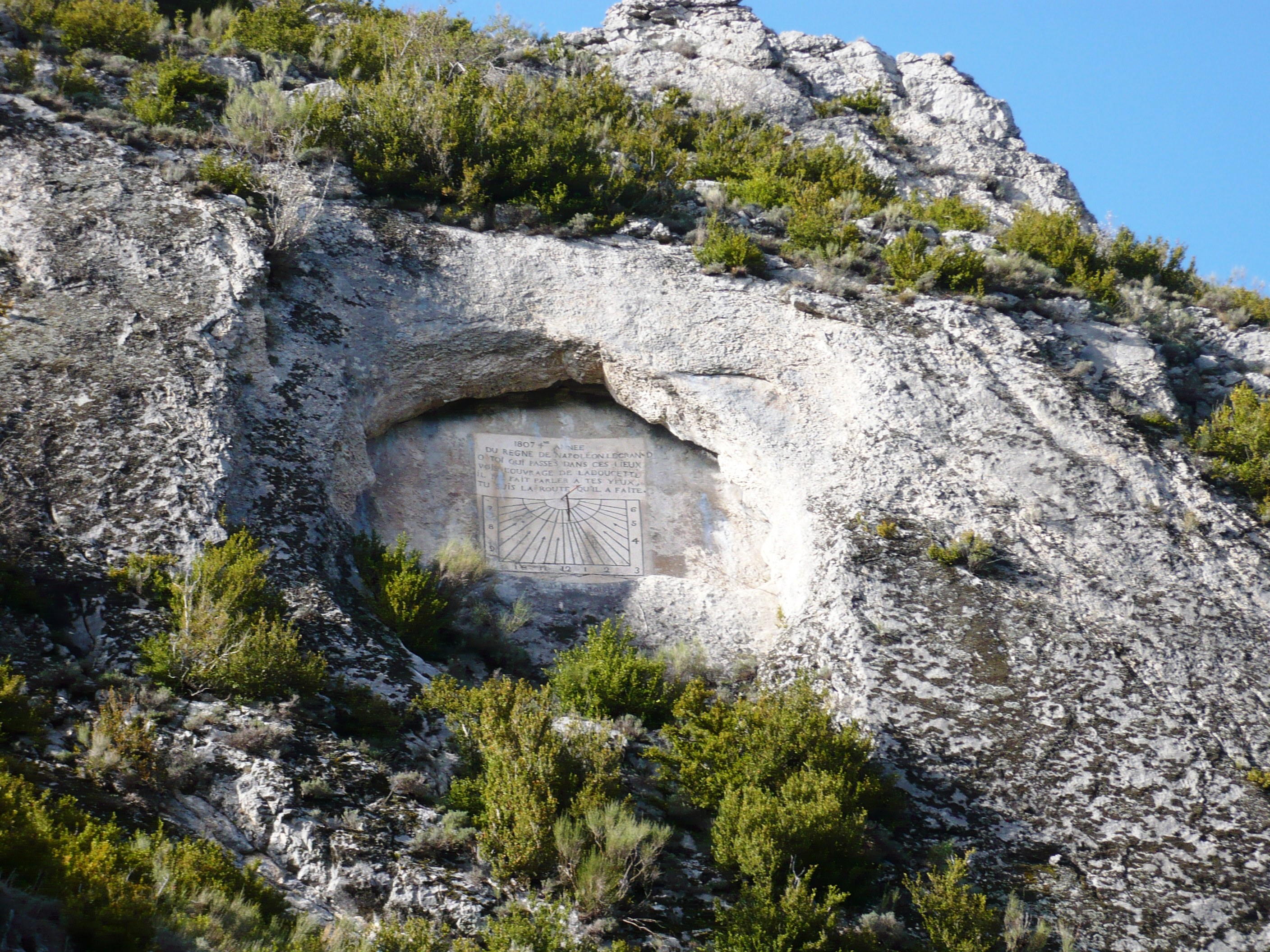
Cadran Solaire

Cadran Solaire du Col de Cabre, Sonnenuhr von 35 m² auf einem Felsen über dem Fluss in der Gemarkung von La Beaume aus dem Jahre 1807 – Monument historique